# Хворостянка (станция)
Хворостя́нка — станция на Юго-Восточной железной дороге. Расположена в Добринском районе Липецкой области.
Станция была открыта в 1869 году. Тогда из Грязей в Борисоглебск прошла железнодорожная ветка. Название станции было дано по близлежащему селу Хворостянке. Позже так стал называться и пристанционный посёлок — Хворостянка.
Станция не обслуживает поезда дальнего следования (но делает техническую остановку поезд Баку — Москва). Пассажирское движение пригородное.

## Расписание движения
| Направление         | Прибытие | Отправление | Прибытие на конечный пункт | Дни следования |
| ------------------- | -------- | ----------- | -------------------------- | -------------- |
| Жердевка — Липецк   | 07:01    | 07:03       | 09:19                      | ежедневно      |
| Елец — Борисоглебск | 08:43    | 08:44       | 12:48                      | ежедневно      |
| Липецк — Жердевка   | 18:13    | 18:15       | 20:54                      | ежедневно      |
| Борисоглебск — Елец | 18:06    | 18:22       | 22:32                      | ежедневно      |